# Trận Santa Lucia
Trận Santa Lucia là một trận đánh trong cuộc Chiến tranh giành độc lập Ý lần thứ nhất, diễn ra từ ngày 6 tháng 5 năm 1848 ở gần Verona. Trong trận đánh này, Quân đội Đế quốc Áo dưới sự chỉ đạo của Thống chế Joseph Radetzky von Radetz đã bẻ gãy các cuộc tấn công quyết liệt của Quân đội Sardegna do vua Carlo Alberto chỉ huy. Được xem cuộc thử lửa của vị Hoàng đế Áo tương lai Franz Joseph I, chiến thắng tại Santa Lucia là một bước ngoặt của cuộc chiến nói riêng và lịch sử Áo nói chung. Đồng thời, trận đánh cũng được xem là thất bại nặng nề nhất của phe Sardegna trong cuộc chiến tranh.
Quân Sardegna mở đầu cuộc tiến công vào sáng hôm ấy, và lực lượng cánh tả của họ bị các khẩu đội pháo Áo một trên cao điểm trước mặt họ kìm chân. Một cuộc giao chiến dữ dội đã diễn ra, trong đó sư đoàn Sardegna dưới sự chỉ huy trực tiếp của Carlo Alberto đã tiến công mạnh mẽ và đoạt được làng Santa Lucia từ tay địch. Tuy nhiên, cuộc tấn công của sư đoàn của Broglia ở cánh trái, với nhiệm vụ đánh chiếm Crocebianca, đã bị đập tan. Nhận thấy thất bại này cho ông khó mà giữ nổi Santa Lucia – nơi mà quân ông đã chiếm được một cách nhọc nhằn – vua Sardegna ra lệnh triệt binh. Quân Sardegna rút lui trong trật tự và đẩy lui các lực lượng Áo tiến công để chiếm lại Santa Lucia. Dù gì đi nữa, quân của Radetzky đã làm chủ được trận địa. Phía Áo chịu tổn thất nhẹ hơn đáng kể so với đối phương. Tuy rằng đây không phải là một trận chiến quy mô lớn và đẫm máu như Austerlitz và Leipzig, cuộc phòng ngự thành công ở Santa Lucia có ý nghĩa chiến lược to lớn đối với đội quân đa dân tộc của Radetzky, vì đã cứu vãn pháo đài chủ chốt của họ ở Verona khỏi nguy cơ bị uy hiếp. Một điều thú vị là Radetzky thắng trận này đúng vào dịp sinh nhật thứ 82 của ông.
Không chỉ góp phần củng cố vị thế của các lực lượng Áo dưới quyền Radetzky tại Lombardy., chiến thắng ở Santa Lucia cũng quyết định đến cục diện chung của cuộc chiến: như một sử gia bình luận, Radetzky đã đánh bại quân Sardegna trong một chiến dịch chứ không chỉ trong một trận chiến. Cuộc phòng ngự thành công của ông là nguồn cổ vũ to lớn đối với các lực lượng dưới quyền ông và mọi thế lực bảo hoàng của triều đại nhà Habsburg. Sau chiến thắng này, quyền chủ động trong chiến dịch thuộc về quân đội Áo, và vào tháng 7 năm 1848, Radetzky đã giành thắng lợi thứ hai trong trận Custoza.